# Hollywood (cântec de Madonna)
„Hollywood” este un cântec înregistrat de interpreta americană Madonna. Piesa a fost compusă și produsă de Madonna și Mirwais Ahmadzaï pentru cel de-al nouălea ei album de studio, American Life (2003). La 15 iulie 2003, cântecul a fost lansat drept cel de-al doilea disc single extras de pe materialul discografic respectiv, sub egida casei de discuri Maverick Records. Acesta a fost inclus ulterior în albumul greatest hits Celebration (2009). Din punct de vedere muzical, „Hollywood” este un cântec folk rock ce discută despre cultura americană și avariție, concentrându-se pe Hollywood, California, drept un loc al starurilor pop și al viselor iluzorii. Vocea Madonnei a fost comparată cu cea a unei fete; în timpul piesei artista cântă, de asemenea, rap, în timpul frazei repetitive „Push the button”. Ahmadzaï a fost responsabil cu programarea melodiei, dorindu-și să o aibă o compoziție simplă și să nu folosească un număr mare de instrumente muzicale.
Numeroase versiuni remix ale melodiei „Hollywood”, realizate de DJ precum Jacques Lu Cont, The Micronauts, Paul Oakenfold, Deepsky și Victor Calderone, au fost incluse pe lansările fizice ale single-ului din întreaga lume. Criticii de specialitate au lăudat natura captivantă a piesei, însă au criticat versurile. Cântecul a ocupat prima poziție a clasamentelor componente ale revistei Billboard, Hot Dance Club Songs și Hot Dance Singles Sales. Debutul variantelor remix pentru piesa „Hollywood” în topul Dance Singles Sales i-a oferit Madonnei cel mai lung șir de cântece care ajung pe prima poziție în ierarhia respectivă, „Hollywood” fiind al șaselea consecutiv. Single-ul a devenit, de asemenea, un șlagăr de top zece în Canada, Finlanda, Italia și România, ocupând totodată locul doi în clasamentele comerciale din Regatul Unit.
Un videoclip muzical regizat de Jean-Baptiste Mondino o înfățișează pe Madonna prezentând suișurile și coborâșurile vieții din Hollywood. În urma lansării clipului, fiul fotografului francez Guy Bourdin a intentat un proces federal în care o acuza pe Madonna că a copiat lucrări ale tatălui său, exemplificând prin secvențe din videoclip ce se aseamănă cu fotografii realizate de acesta în anii '80. „Hollywood” a fost interpretat pentru prima oară într-o versiune acustică, alături de cântecele „American Life” și „Mother and Father”, într-un turneu promoțional pentru album. În august 2003, Madonna a deschid gala premiilor MTV Video Music Awards interpretând un potpuriu alcătuit din melodiile „Like a Virgin” și „Hollywood” alături de Britney Spears, Christina Aguilera și Missy Elliott. În timpul spectacolului, Madonna le-a sărutat pe Spears și Aguilera pe buze, generând o reacție puternică din partea publicațiilor mass-media. „Hollywood” a fost ulterior inclus drept un antract de dans pentru turneul Re-Invention World Tour din anul 2004.

## Informații generale
„Acest cântec este asemenea unei metafore pentru mine. Este orașul viselor și al superficialității. Este locul în care uiți de cele mai interesante lucruri din viață. În Hollywood îți poți pierde memoria și viziua ta asupra viitorului. Poți pierde totul, pentru că te poți pierde pe tine.” 
Atunci când Madonna a început să lucreze la cel de-al nouălea ei album de studio, atmosfera culturii americane a fost una sumbră și paranoică, în urma atacurilor de la 11 septembrie. A existat nemulțumire și frică peste tot, de vreme ce terorismul și ura i-a luat pe oameni prin surprindere și i-a făcut să pună la îndoială fezabilitatea visului american. În timp ce dezvolta cântece pentru American Life alături de producătorul Mirwais Ahmadzaï, Madonna a meditat și cugetat profund asupra acestor valori. Confuzia, dezorientarea și furia resimțită s-a infiltrat în procesul de creare al fiecărui cântec, inclusiv „Hollywood”. Artista a vorbit ulterior despre pesimismul lui Ahmadzaï legat de existențialism, și obsesia societății pentru faimă și bogăție. Într-un interviu acordat revistei Q în luna aprilie a anului 2003, solista a descris melodia drept ispita vieții frumoase din Hollywood. Cântăreața și-a exprimat opinia legată de faimă și cultura celebrităților, precum și modul în care oamenii au impresia că este o „viață minunată”, însă în realitate este de fapt „o iluzie foarte puternică”.
Într-o emisiune specială intitulată Madonna Speaks și difuzată pe canalul VH1, artista a clarificat faptul că tema din spatele cântecelor „Hollywood”, „American Life” și „I'm So Stupid” a fost dorința acesteia „de a țipa în gura mare de pe un acoperiș că toți am trăit într-un vis. Eu am trăit într-un vis — și voi ați trăit într-un vis, și a venit momentul să ne trezim la realitate.” „American Life”—primul disc single extras de pe albumul cu același nume—a devenit cel mai slab clasat prim single al Madonnei încă de la debutul ei, ocupând locul 37 în clasamentul Billboard Hot 100. Casa de discuri Warner Bros. Records a încercat să salveze vânzările în scădere ale albumului, și a decis să lanseze „Hollywood” drept disc single, considerând că melodia are potențialul de a deveni un succes comercial.

## Înregistrare
Cântecul „Hollywood” a fost produs de Madonna, alături de Ahmadzaï. Ședințele de înregistrare pentru materialul discografic American Life au început la sfârșitul anului 2001, însă acestea au trebuit să fie amânate deoarece Madonna a filmat pelicula Naufragiați în Malta și a jucat în piesa Up for Grabs la Teatrul West End. Artista s-a întors la studiourile Olympic Recording la sfârșitul anului 2002, și a finalizat înregistrările. În mod inițial, Madonna nu a fost mulțumită de versiune originală a piesei „Hollywood”, așa că a început să lucreze la o linie melodică alternativă. Instrumentele utilizate pentru „Hollywood” sunt similare cu cele din cântecele albumului American Life. Mixajul a fost realizat de Mark „Spike” Stent la studiourile Westlake Recording din West Hollywood, California, în timp ce Tim Young s-a ocupat de masterizarea piesei la studiourile Metropolis din Londra. Ahmadzaï a cântat la chitară și a făcut, de asemenea, programarea necesară. Producătorul a folosit un set de tobe și instrumente de percuție dintr-un sintetizator E-mu Emulator, adăugând totodată sunetele unor tobe care îi oferă melodiei o atmosferă disco veche. Dorindu-și un set de bas puternic, Ahmadzaï a utilizat un sintetizator Nord Lead cu numeroase filtre de manipulare. Cu toate acestea, el a întâmpinat probleme în timpul procesului, folosind astfel o consolă de mixaj Yamaha O2R. Vocea Madonnei a fost înregistrată cu utilizând o racordare puternică în căștile ei, de vreme ce producătorul a optat ca „Hollywood” să sune diferit față de muzica redată în cluburile de noapte. Două aparate au fost utilizate pentru editarea vocii din melodie. Madonna a preferat versiune Auto-Tune realizată cu software-ul Antares, în timp ce Ahmadzaï a optat pentru un pitch shifter AMS. Decizia de a folosi Auto-Tune a venit din faptul că solista și-a dorit ca „Hollywood” să includă un ritm asemănător muzicii dance, deși Ahmadzaï s-a împotrivit. Descriind procesul de înregistrare a vocii, Ahmadzaï a spus:
„Am folosit în principal compresoare analogice pentru voce, uneori chiar și lucruri ieftine sau cu un preț mediu, am înregistrat cu un microfon Sony G800, un preamplificator Neve 8081, și un compresor/limitator LA-2A. Însă totul e despre setări ... Am experimentat foarte mult cu sunetele vocii. Spre exemplu, vocea joasă de la final a avut inițial o durată mai lungă. Mixajul pentru această piesă a fost foarte greu — precum și la celelalte cântece — deoarece sunt multe lucruri care se petrec în același timp. Și poate de aceea versiunea finală pare atât de simplă.”

## Structura muzicală și versurile
„Hollywod” a fost descris de către James Hannaham de la revista Spin drept „un șlagăr folk-rock ritmat”
, în timp ce Ken Micallef de la revista Electronic Musician a spus că „beat-ul disco de club sprijină linia de bas de mărimea unui mamut cu o percuție bizară, nuanțe amețitoare și electrice, și o voce modificată nebunește.” Piesa include beat-uri house și elemente din genurile muzicale space age, retro, precum și synthpop. După sunetele unor păsări ciripind, melodia se deschide cu o secvență de patru acorduri de chitară, interpretată pe o chitară acustică Martin D-28; riff-ul a fost comparat cu muzica formației Red Hot Chili Peppers de către Rikky Rooksby, autor al publicației The Complete Guide to the Music of Madonna. Melodia prezintă mai apoi sunetele unor tobe și sintetizatoare până la primul minut, când aranjamentul este înlăturat complet, păstrând doar vocea Madonnei și chitara acustică acompaniatoare. Vocea artistei alunecă peste beat-urile pop pe parcursul cântecului. În timpul secvenței finale, tonul vocii solistei se transformă treptat într-o voce distorsionată și robotică, pe măsură ce cântă rap versul repetitiv „Push the button” (ro.: „Apasă butonul”). Potrivit unei partituri muzicale publicate pe Sheetmusicplus.com, „Hollywood” are un tempo moderat-rapid cu 126 de bătăi pe minut. Este compus în tonalitatea Do major, iar vocea Madonnei variază de la nota Si3 la nota Do5. O schimbare bruscă de tonalitate are loc după aproximativ trei minute, de la Si minor la Do♯ minor. Potrivit lui Rooksby, trecerea a fost utilizată pentru a-i oferi ultimului refren un tratament diferit. Cântecul urmărește o secvență simplă de Si minor–Re–La–Sol–Mi minor în progresia de acorduri.
Din punct de vedere al versurilor, piesa vorbește despre cultura americană și lăcomie, punând accent pe Hollywood drept un loc al starurilor pop și al viselor iluzorii. Madonna cântă în versul intermediar „Music stations always play the same songs/I'm bored with the concept of right and wrong” (ro.: „Posturile de radio difuzează întotdeauna aceleași cântece/M-am plictisit de conceptul de bine și rău”). Ben Shapiro a observat că versul „pare să fie crezul Madonnei. Degradarea intenționată a moralității ei i-a adus un succes monumental–și a creat o influență negativă monumentală pentru fanii ei adolescenți.” Ulterior, Madonna pune la îndoială experiența din Hollywood, cântând „How could it hurt you when it looked so good?” (ro.: „Cum ar putea să te rănească dacă arată atât de bine?”). Alexis Petridis de la ziarul The Guardian a observat că vocea Madonnei este „modificată spre a suna înaltă, [precum vocea unei] fetițe”, având intenția de a prezenta „noțiunea de inocență pierdută”.

## Versiuni remix
Numeroase variante remix pentru cântecul „Hollywood”, realizate de DJ precum Jacques Lu Cont, The Micronauts, Paul Oakenfold, Deepsky și Victor Calderone, au fost incluse pe lansările fizice ale single-ului în întreaga lume. În luna august a anului 2003, piesa fost mixată împreună cu „Into the Groove” și interpretată alături de Missy Elliott sub titlul „Into the Hollywood Groove” ca parte a unei campanii de promovare a companie de retail de îmbrăcăminte, GAP. Exemplare ale CD-ului promoțional au fost oferite gratuit clienților, nefiind disponibile pentru achiziționare individuală. O versiune prelungită, „The Passengerz Mix”, a fost, de asemenea, inclusă pe albumul Remixed & Revisited (2003). Un videoclip promoțional a fost totodată filmat. Rob Walker de la revista Slate a considerat clipul „interesant deoarece Madonna întotdeauna a fost lăudată atât pentru abilitatea ei de a se vinde, cât și pentru talentul ei actual în calitate de cântăreață și interpretă. Cu toate acestea, redactorul a observat faptul că „[solista] nu poate nici măcar să facă o reclamă așa cum trebuie. Poate cariera Madonnei chiar s-a terminat.” O parodie a reclamei în care vârsta Madonnei a fost satirizată fost inclusă în cel de-al nouălea sezon al serialului MADtv.
„Hollywood” a primit o versiune remix realizată de duetul american de Blow-Up. Remixul urma să fie inclus pe cel de-al doilea album de remixuri al Madonnei, planificat spre a fi lansat în anul 2004; cu toate acestea, a rămas nelansat. O recenzie Billboard făcută de Michael Paoletta l-a considerat un „remix ciudat și întunecat”. Un remix neoficial a fost solicitat către DJ-ul Junior Vasquez pentru prezentarea de modă a colecției primăvară/vară 2004 cu îmbrăcăminte bărbătească a Donatellei Versace, la Milano, în ciuda faptului că solista a avut un conflict cu Vasquez după ce acesta a lansat un single neautorizat intitulat „If Madonna Calls”. Versiunea originală redată de Vasquez în cluburi de noapte a conținut un mesaj telefonic real de la Madonna lăsat pe robotul telefonic al lui Vasquez. Impresara Madonnei, Liz Rosenberg, a confirmat faptul că artista nu va colabora cu Vasquez în viitor, de vreme ce remixul solicitat a fost doar o „favoare personală” pentru Versace.

## Recepția criticilor
„Hollywood” a primit recenzii mixte din partea criticilor de specialitate. Michael Paoletta de la revista Billboard a descris piesa drept „punky” și a comparat-o cu „Ray of Light” (1998). Dimitri Ebrlich de la revista Vibe i-a oferit o recenzie pozitivă cântecului, numindu-l „auto-peiorativ și dezarmant, reflectând disperarea oamenilor în încercarea de a da lovitura în fascinanta industrie americană”, scriind că se potrivește perfect pentru albumul American Life. Jude Adam de la revista Third Way i-a oferit o recenzie pozitivă melodiei, considerând că este „ciudată, veselă și dulce în măsuri perfecte.”  Stephen Thompson de la ziarul The A.V. Club a considerat că este „realmente captivant”, în timp ce Alexis Petridis de la ziarul The Guardian a observat că Madonna divulgă în piesă faptul că nu toată lumea care își dorește succes în industria cinematografică reușește să îl obțină. Jessica Winter de la ziarul The Village Voice a comentat că în melodie, „Madonna imită o cântăreață [de muzică] teen-pop generică”. În timpul unui interviu pentru albumul Confessions on a Dance Floor din 2005, Dennis Ferrera de la revista Out a descris „Hollywood” drept „un single ucigător”. O altă recenzie pozitivă a venit din partea lui J. J. Evans de la ziarul Naperville Sun, acesta relatând că piesa exemplifică cel mai bine „modul ei absurd de a compune cântece”, însă fiind de părere că a funcționat în acest caz. Chris Heath de la Yahoo! Music a opinat că „«Hollywood» se eliberează de frații lui inferior pentru a da lovitura drept o bucată sexy de dance pop care este la fel de bună ca orice melodie de pe Music”. Chuck Arnold de la revista Entertainment Weekly a considerat ironic faptul că Madonna cântă despre Hollywood, având în vedere toate încercările ei eșuate de a avea succes într-o carieră de actriță. Cu toate acestea, redactorul a concluzionat prin a spune că „datorită acordurilor dulci de chitară, lumina acestui single American Life strălucește oriunde ai fi”.
Ian Youngs de la publicația BBC News a observat că piesa a fost doar o altă diatribă despre faimă și dificultatea de a fi în atenția publicului. El a continuat să spună că melodia „se numără printre celelalte dezamăgiri” de pe album, opinând că este „fără vlagă” și include o secvență „jenantă de rap”. Ed Howard de la Stylus Magazine a comentat că „Hollywood” este „oarecum atrăgător”, cu excepția secvenței de rap. Sal Cinquemani de la Slant Magazine a considerat că melodia este „aproape la fel de îndrăzneață” precum „American Life” datorită versurilor politice. Edna Gundersen de la ziarul USA Today a observat că versurile „confirmă abilitățile ei intense de compozitoare pop iscusită”. Michael Hubbard de la website-ul musicOMH a scris că fiecare cuvânt rimează cu „Hollywood”, fiind de părere că melodia ar fi mai bună fără „aceste versuri leneșe”, adăugând: „[Cântecul] are numele Madonnei pe el, așa că se va vinde, însă este cu greu o piesă clasică. Este timpul pentru o reinventare muzicală care să se asorteze cu schimbările permanente de imagine.” Într-o altă recenzie, Chuck Taylor de la revista Billboard și-a exprimat dezamăgirea față de cântec. El a explicat că există „o mare diferență între [«Hollywood»] și ingenioasa tărie de caracter prezentată în multe dintre single-urile anterioare din cariera [Madonnei] de două decenii”. Redactorul a criticat aspru producția limitată a lui Ahmadzaï și folosirea excesivă de chitară acustică, precum și „versurile plângăcioase și moralizatoare”. Într-un articol publicat în ziarul The Sydney Morning Herald, Bernard Zuel l-a numit pe Ahmadzaï un „amator” datorită producției, însă a relatat că „a scos-o totuși la capăt în ritmatul «Hollywood»”. Ben Wener de la ziarul The Beaver County Times a criticat melodia, considerând-o „un atac ipocrit și intenționat la adresa Hollywood-ului”. Jude Rogers a scris pentru The Guardian că piesa „are o linie de bas Roland fantastică și o chitară bogată și contemplativă”, plasând-o pe locul 47 în clasamentul single-urilor Madonnei, în onoarea celei de-a 60-a anivesări a artistei.

## Performanța în clasamentele muzicale

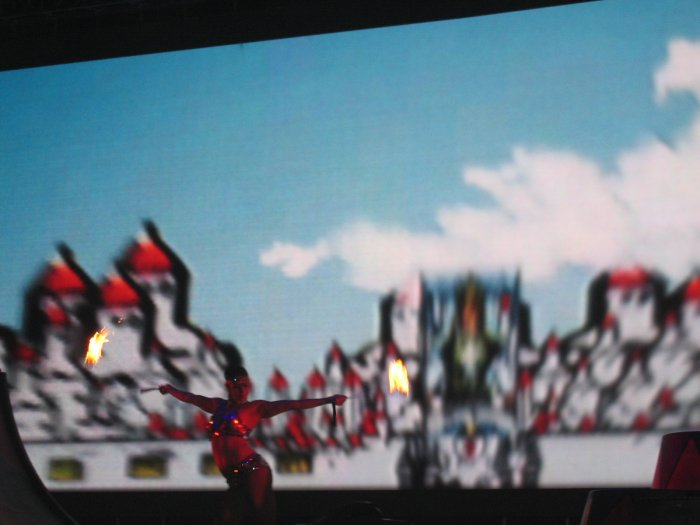
Un jongler cu foc interpretând în timpul antractului „Hollywood” din turneul Re-Invention World Tour, 2004

„Hollywood” nu a reușit să apară în clasamentele Billboard Hot 100 sau Bubbling Under Hot 100 Singles din Statele Unite, marcând prima oară de la „Burning Up” (1983) când un single lansat de Madonna nu activează în top. Cu toate acestea, cântecul a ocupat prima poziție a clasamentelor componente ale revistei Billboard, Hot Dance Club Play și Hot Dance Singles Sales. Debutul variantelor remix pentru piesa „Hollywood” în topul Dance Singles Sales i-a oferit Madonnei cel mai lung șir de cântece care ajung pe prima poziție în ierarhia respectivă, „Hollywood” fiind al șaselea consecutiv. Recordul a început cu „Music” în anul 2000, și a continuat cu single-urile „Don't Tell Me”, „What It Feels Like for a Girl”, „Die Another Day” și „American Life”. „Hollywood” a fost cel de-al 22-lea cântec al Madonnei ce ocupă locul întâi în ierarhia Dance Singles Sales, fiind artista cu cele mai multe cântece pe locul unu în clasament. În clasamentul Hot Singles Sales, piesa a debutat pe locul patru, însă nu a acumulat suficiente puncte pentru a apărea în Hot 100. În clasamentele pentru finalul anului 2003 compilate de Billboard, Madonna a ocupat locurile doi și întâi în ierarhiile celor mai de succes artiști Dance Club Play și, respectiv, Dance Singles. „Hollywood” a ocupat locurile 19, șapte, și 45 în topurile Hot Dance Club Play, Hot Dance Singles Sales și, respectiv, Hot Singles Sales. Pe lângă topurile dance, cântecul a ocupat totodată locul 35 în clasamentul Adult Pop Songs. În Canada, single-ul a ocupat locul cinci în ierarhia Canadian Singles Chart.
La 19 iulie 2003, „Hollywood” a debutat pe locul doi în clasamentul UK Singles Chart, nereușind să depășească vânzările single-ului „Crazy in Love” lansat de Beyoncé. Melodia a fost prezentă în top timp de șapte săptămâni, și s-a vândut în 59.633 de exemplare până în august 2008, potrivit datelor furnizate de Official Charts Company. În Australia, „Hollywood” a debutat pe locul 16, coborând către locul 37 în următoarea săptămână. La 27 aprilie 2003, cântecul a debutat pe locul 55 în topul Austrian Singles Chart, urcând pe poziția sa maximă, locul 34, patru săptămâni mai târziu. Melodia a avut parte de succes moderat în Belgia, ajungând pe locurile 14 și 32 în regiunile Flandra și, respectiv, Valonia. În Franța, piesa a debutat pe locul 22, și a acumulat un total de 23 de săptămâni în clasament în anul 2003. Între anii 2008 și 2009, single-ul a fost prezent timp de cinci săptămâni în top. În clasamentul Dutch Singles Chart, melodia a debutat pe locul 20, și a acumulat șase săptămâni de prezență. În Suedia, cântecul a ocupat locul 15 în topul Swedish Singles Chart, fiind prezent timp de 13 săptămâni. „Hollywood” a debutat pe locul 60 în ierarhia Romanian Top 100 la 13 iulie 2003, fiind cel mai bun debut al săptămânii. Cântecul a ajuns pe poziția sa maximă, locul opt, cinci săptămâni mai târziu, acumulând în cele din urmă un total de 17 săptămâni de prezență în clasament. În mod concomitent, a ocupat locul 64 în topul celor mai difuzate cântece la posturile de radio din anul 2003.

## Videoclipul muzical
Videoclipul muzical al cântecului „Hollywood” a fost filmat in iunie 2003. la studiourile Universal din Universal City, California, și regizat de Jean-Baptiste Mondino, cel cu care Madonna a lucrat anterior la videoclipurile pieselor „Open Your Heart” (1986), „Justify My Love” (1990), „Human Nature” (1995), „Love Don't Live Here Anymore” (1996), și „Don't Tell Me” (2000). În Statele Unite, clipul a avut premiera la 23 iunie 2003 pe canalul  VH1. Cântăreața s-a declarat a fi o fană a lucrărilor fotografului de modă francez Guy Bourdin de aproape un deceniu, comentând în legătură cu fotografiile sale: „Sunt atât de nebunești și interesante. Trebuie să vezi expresia de pe fețele acestor fete — sunt foarte bizare.” Arianne Phillips a creat ținutele din clip și a descris înfățișările Madonnei drept un omagiu către farmecul vechiului Hollywood, însă încercând în același timp să fie atât literal, cât și conceptual. Au fost aduse omagii către staruri precum Ginger Rogers, Jean Harlow și Mae West. Potrivit declarațiilor lui Mondino, conceptul videoclipului a fost:
„Un fel de artificiu pe care Hollywood-ul îl poate oferi, unul atât de mare și cu un scenariu explicit, precum și ceva umor legat de asta, iar prezentarea frumuseții, spaimei, senzualității și singurătății pe care succesul cuiva le poate aduce, pentru că toată lumea visează să ajungă la Hollywood, indiferent de situație. Așteptările pot fi foarte periculoase, și probabil că pentru cineva ca Madonna, care este deja într-un anume punct, se ajunge la concluzia că a fi în vârf nu este întocmai atât de important. Asta cred eu despre videoclip.”
Videoclipul muzical o prezintă pe Madonna în diferite înfățișări și ținute. Sunt incluse cadre în care artista poartă bijuterii și rochii de colecție în valoare de 20 de milioane de dolari, printre care și un inel original de 25 de carate, și o brățară purtată de West în filmul She Done Him Wrong (1933). Un medic adevărat (Dr. David Kish) a fost angajat de Madonna pentru a-i administra injecții false, de vreme ce aceasta și-a dorit ca scenele să pară reale. Primele filmări au avut loc la 2 iunie 2003, fiind filmate cadrele cu panoul de oglinzi, masaj, injecții cu botox și secvențe de balet. În următoarea zi au fost filmate scenele cu menajera franceză, televizorul din motel, conversația de la telefon, precum și secvența de fotografii glamour. Henry Keazor, unul dintre autorii cărții Rewind, Play, Fast Forward: The Past, Present and Future of the Music Video, a observat modul în care Madonna s-a expus pe durata intervențiilor portretizate în videoclip, jucându-se cu zvonurile și stereotipurile din jurul ei, răspândite în mass-media.
În urma lansării clipului pentru „Hollywood”, Samuel Bourdin, fiul lui Guy Bourdin, a intentat un proces federal în care o acuza pe Madonna că a copiat lucrări ale tatălui său. Bourdin a spus că este „izbitor de asemănător” cu imaginile realizat de fotograf între anii '50 și '80 și publicate în versiunea franceză a revistei Vogue. El a acuzat-o pe artistă de încălcarea drepturilor de autor pentru a peste unsprezece din lucrările lui Bourdin, inclusiv o scenă în care aceasta stă cu picioarele depărtate deasupra unui televizor. „Este un lucru să te inspiri, însă cu totul altceva este să plagiezi inima și sufletul tatălui meu”, a declarat Bourdin la acea vreme. În reclamația federală au fost incluse comparații una lângă alta între fotografii ale tatălui său și capturi de ecran din videoclipul „Hollywood”. Potrivit lui Dustin Robertson, cel care s-a ocupat de montajul clipului, secvențele în care Madonna poartă o rochie roșie și stă în fața unei oglinzi au fost cele menționate drept proprietate în proces. Tribunalul i-a numit pe Madonna, Warner Bros. Records, și Mondino drept inculpați. Detaliile prezentate în dosar au fost interpretate ca: „Factori precum compoziția, fundalul, garderoba, lumina, scenariul, unghiul camerei, decorul și obiectele înfățișare se aseamănă foarte mult ... Doar câteva scene sau secvențe din videoclipul «Hollywood» nu sunt derivate în mod direct din lucrările lui Bourdin.” Detaliile cu privire la înțelegerea financiară sunt confidențiale, iar Madonna nu a recunoscut ilegalitățile din libera însușire a imaginilor. Avocatul lui Bourdin, John Koegel, a spus că părțile au ajuns „la o înțelegere foarte, foarte profitabilă”, adăugând că termenii acordului nu îi permit discuții legate de suma exactă în dolari. În anul 2011, website-ul de știri Independent Online a comunicat suma stabilită de Madonna ca fiind 600,000 de dolari. În 2009, videoclipul a fost inclus pe compilația Celebration: The Video Collection.

## Interpretări live
Pentru a-și promova lansarea albumului American Life, Madonna a pornit în turneul promoțional American Life Promo Tour. La spectacolul din Tower's Fourth Street în Manhattan au fost prezenți aproape 400 de oameni, iar interpretarea a inclus interpretări acustice ale cântecelor „American Life”, „Mother and Father” și „Hollywood”. La 27 august 2003, Madonna a deschis gala de premii MTV Video Music Awards cântând un potpuriu alcătuit din single-urile „Like a Virgin” și „Hollywood” alături de Britney Spears, Christina Aguilera și Missy Elliott. Spectacolul a început cu fiica Madonnei, Lourdes, mergând pe scenă alături de o altă fată, costumate în florărese la o nuntă. Spears a apărut pe scenă în vârful unui tort de nuntă uriaș, purtând o rochie de mireasă și un voal; solista a cântat primele versuri din „Like a Virgin”, înainte ca Aguilera să apară din spatele tortului și să i se alăture. Madonna a ieșit ulterior din tort, purtând o haină neagră și o pălărie, și a început să cânte „Hollywood”, înainte de a le săruta pe Spears și Aguilera pe buze. Missy Elliot a apărut din capela de nuntă pentru a interpreta melodia „Work It” la mijlocul concertului. Întreaga interpretare a adus un omagiu Madonnei și spectacolului ei de la prima ediție a premiilor MTV Video Music Awards, în 1984.
Sărutul a generat o reacție puternică atât din partea publicațiilor de mass-media, cât și din partea celebrităților. Nekesa Mumbi Moody de la compania Associated Press a dedus „Douăzeci de ani de la prima gală de premii MTV Video Music Awards, și nu s-au schimbat multe — Madonna încă ne lasă cu gura căscată, și ne face să roșim.” Brian Hiatt de la revista Entertainment Weekly a fost de părere că „Sărutul dintre [Madonna] și Spears, în vârstă de 21 de ani, a fost un moment indelebil pentru MTV — sexy, oarecum transgresiv, și pe cât de nesemnificativ, pe atât de distractiv.” Elysa Gardner de la ziarul USA Today a explicat că interpretarea „a oferit un memento pătrunzător cu privire la rolul [canalului] MTV în definirea culturii tinerilor, care a devenit un fel de tachinare — făcând cu ochiul la convenții fără a oferi alte alternative noi.” Producătorii MTV s-au declarat sceptici, spunând că „A fost senzațional, însă mă întreb ce vor înțelege oamenii buni din locuri precum Provo, statul Utah. America Centrală nu va lăsa [acest moment] să treacă neobservat.” În legătură cu interpretarea, Madonna a dezvăluit, „Am sărutat-o [pe Britney] și i-am transmis energia mea. Ca un fel de basm mitologic.” Spectacolul a fost listat de revista Blender drept al 25-lea cel mai sexy moment muzical din istoria televiziunii. MTV l-a numit ca cel mai important moment din istoria deschiderilor galei premiilor MTV Video Music. În anul 2004, un antract remix pentru „Hollywood” a fost inclus în turneul Re-Invention World Tour, iar momentul a constat într-un dansator de breakdance, un jongler cu foc, o dansatoare din buric, un dansator step și un skateboarder. Ecranele de fundal au afișat animații ale unor cărți de tarot. Interpretarea a fost inclusă în documentarul și albumul I'm Going to Tell You a Secret. În cadrul aceluiași turneu, interpretarea melodiei „Into the Groove” a conținut fragmente din remix-ul „Into the Hollywood Groove”.

## Ordinea pieselor pe disc și formate
| - CD single distribuit în Regatul Unit 1. „Hollywood” (Radio Edit) – 3:42 2. „Hollywood” (Paul Oakenfold Full Remix) – 7:01 3. „Hollywood” (Deepsky's Home Sweet Home Vocal Remix) – 7:34 | - Maxi-Single distribuit în Australia, Europa și Statele Unite 1. „Hollywood” (Radio Edit) – 3:42 2. „Hollywood” (Jacques Lu Cont's Thin White Duke Mix) – 7:09 3. „Hollywood” (The Micronauts Remix) – 6:25 4. „Hollywood” (Oakenfold Full Remix) – 7:00 5. „Hollywood” (Deepsky's Home Sweet Home Vocal Remix) – 7:34 6. „Hollywood” (Calderone & Quayle Glam Mix) – 9:22 | - Vinil 12" distribuit în Germania, Regatul Unit și Statele Unite 1. „Hollywood” (The Micronauts Remix) – 6:25 2. „Hollywood” (Oakenfold Full Remix) – 7:01 3. „Hollywood” (Calderone & Quayle Glam Mix) – 9:22 4. „Hollywood” (Jacques Lu Cont's Thin White Duke Mix) – 7:09 5. „Hollywood” (Oakenfold 12" Dub) – 7:01 6. „Hollywood” (Deepsky's Home Sweet Home Vocal Remix) – 7:34 |

## Acreditări și personal
- Madonna – voce principală, acompaniament vocal, textier, producător
- Mirwais Ahmadzaï – textier, producător, chitare, programare
- Tim Young – masterizare audio
- Mark „Spike” Stent – mixaj audio

Persoanele care au lucrat la acest cântec sunt preluate de pe broșura albumului American Life.

## Prezența în clasamente
| Țară (clasament 2003)                            | Poziția maximă | Referință |
| ------------------------------------------------ | -------------- | --------- |
| Australia (ARIA)                                 | 16             | [ 49 ]    |
| Austria (Ö3 Austria Top 40)                      | 34             | [ 50 ]    |
| Belgia (Ultratop 50 Flandra)                     | 14             | [ 51 ]    |
| Belgia (Ultratop 50 Valonia)                     | 32             | [ 90 ]    |
| Canada (Nielsen SoundScan)                       | 5              | [ 43 ]    |
| Danemarca (Tracklist)                            | 12             | [ 91 ]    |
| Elveția (Swiss Hitparade)                        | 15             | [ 92 ]    |
| Europa (European Hot 100 Singles)                | 3              | [ 93 ]    |
| Finlanda (Suomen virallinen lista)               | 8              | [ 94 ]    |
| Franța (SNEP)                                    | 22             | [ 52 ]    |
| Germania (Official German Charts)                | 21             | [ 95 ]    |
| Irlanda (IRMA)                                   | 10             | [ 96 ]    |
| Italia (FIMI)                                    | 3              | [ 97 ]    |
| Olanda (Dutch Top 40)                            | 25             | [ 98 ]    |
| Olanda (Single Top 100)                          | 20             | [ 53 ]    |
| Polonia (ZPAV)                                   | 4              | [ 99 ]    |
| Regatul Unit (UK Singles Chart)                  | 2              | [ 47 ]    |
| Regatul Unit (UK Dance Chart)                    | 1              | [ 47 ]    |
| România (Romanian Top 100)                       | 8              | [ 56 ]    |
| Scoția (OCC)                                     | 7              | [ 100 ]   |
| Spania (PROMUSICAE)                              | 2              | [ 101 ]   |
| Suedia (Sverigetopplistan)                       | 19             | [ 54 ]    |
| Statele Unite ale Americii (Adult Top 40)        | 35             | [ 102 ]   |
| Statele Unite ale Americii (Dance Club Songs)    | 1              | [ 103 ]   |
| Statele Unite ale Americii (Dance Singles Sales) | 1              | [ 44 ]    |
| Statele Unite ale Americii (Hot Singles Sales)   | 4              | [ 44 ]    |
| Ungaria (Dance Top 40)                           | 14             | [ 44 ]    |

| Țară (clasament)                                 | Poziția maximă | Referință |
| 2003                                             | 2003           | 2003      |
| ------------------------------------------------ | -------------- | --------- |
| Italia (FIMI)                                    | 54             | [ 104 ]   |
| România (Romanian Top 100)                       | 64             | [ 57 ]    |
| Regatul Unit (UK Singles Chart)                  | 149            | [ 105 ]   |
| Statele Unite ale Americii (Dance Club Songs)    | 19             | [ 45 ]    |
| Statele Unite ale Americii (Dance Singles Sales) | 7              | [ 45 ]    |
| Statele Unite ale Americii (Hot Singles Sales)   | 45             | [ 45 ]    |
| 2004                                             |                |           |
| Statele Unite ale Americii (Dance Singles Sales) | 18             | [ 106 ]   |